# رولا خلف
رولا خلف (عربی: رولا خلف؛ ) نویسنده و روزنامه‌نگار لبنانی-بریتانیایی است که سردبیر فایننشال تایمز و معاون سردبیر و سردبیر خارجی آن می‌باشد. او در ۲۰ ژانویه ۲۰۲۰ جانشین لیونل باربر شد و سردبیری این روزنامه را بر عهده گرفت.

## دوران جوانی
خلف در بیروت، لبنان به دنیا آمد و در طول جنگ داخلی لبنان در آنجا بزرگ شد. او مدرک لیسانس خود را از دانشکده ارتباطات عمومی نیوهاس در دانشگاه سیراکیوس و مدرک کارشناسی ارشد خود را در امور بین‌الملل از دانشگاه کلمبیا در شهر نیویورک گرفت.

## فعالیت حرفه‌ای
خلف کار نویسندگی را به عنوان یکی از کارکنان مجله فوربز در نیویورک آغاز کرد و حدود چهار سال برای این مجله کار کرد.
او از سال ۱۹۹۵به فایننشال تایمز پیوست، ابتدا به عنوان خبرنگار شمال آفریقا، سپس خبرنگار خاورمیانه، سردبیر خاورمیانه و به عنوان سردبیر خارجی فایننشال تایمز منصوب شد. وی در سال ۲۰۱۶ به عنوان معاون سردبیر فایننشال تایمز ارتقاء رتبه پیدا کرد. او علاوه بر مسئولیت‌های معاون سردبیر، به‌طور منظم در مورد امور جهانی، سیاست خاورمیانه و تجارت تالیفات دارد و نظر می‌دهد.
پس از اینکه لیونل باربر از سردبیری روزنامه در ژانویه ۲۰۲۰ کناره‌گیری کرد، خلف جانشین او در این سمت گردید. او اولین سردبیر زن فایننشال تایمز در تاریخ ۱۳۱ ساله این روزنامه به‌شمار می‌رود.

## جوایز
خلف در سال ۲۰۰۹ برنده جایزه صلح از جوایز رسانه‌ای بین‌المللی «به دلیل استانداردهای بالای گزارش‌گری و کیفیت تحلیل اخبار» شد. در سال ۲۰۱۱، او نامزد دریافت جایزه بهترین گزارشگر خارجی سال از جوایز مطبوعات شد. او در سال ۲۰۱۲ به خاطر مقاله‌اش، خواهران مسلمان، نامزد جوایز رسانه جهانی یک جهان شد.
در سال ۲۰۱۳، او به همراه همکارانش در فایننشال تایمز، ابیگیل فیلدینگ اسمیت، کامیلا هال و سیمئون کر، جایزه رسانه‌ای انجمن مطبوعات خارجی را به عنوان بهترین داستان چاپی و وب سال به‌خاطر داستان از امارت تا امپراتوری از قطر دریافت کرد.

## در فرهنگ عامه
در مورد خلف در گرگ وال استریت (کتاب) توسط جردن بلفورت نقل شده‌است. «یورش مطبوعاتی در سال ۱۹۹۱ آغاز شده بود، زمانی که رولا خلف، خبرنگار گستاخ مجله فوربز، من را به عنوان نسخه پیچ خورده‌ای از رابین هود توصیف کرد که از ثروتمندان دزدی کرده و هزینه دلالی‌هایش می‌کند، برای زیرکی‌اش او را سزاوار یک امتیاز «آ» دانستم.»

## زندگی‌شخصی
او با تاجر لبنانی اسعد دبلیو رزاق ازدواج کرده‌است.